# Хевелхоф
Хевелхоф (њем. Hövelhof) општина је у њемачкој савезној држави Северна Рајна-Вестфалија. Једно је од 10 општинских средишта округа Падерборн. Према процјени из 2010. у општини је живјело 15.938 становника. Посједује регионалну шифру (AGS) 5774024, NUTS (DEA47) и LOCODE (DE HVF) код.

## Географски и демографски подаци
Хевелхоф се налази у савезној држави Северна Рајна-Вестфалија у округу Падерборн. Општина се налази на надморској висини од 106 метара. Површина општине износи 70,7 km². У самом мјесту је, према процјени из 2010. године, живјело 15.938 становника. Просјечна густина становништва износи 225 становника/km².

## Међународна сарадња
| Мјесто | Држава    | Врста сарадње | Од    |
| ------ | --------- | ------------- | ----- |
|        | Француска | партнерство   | 1971. |
| Извор  |           |               |       |